# 서광하
서광하(徐光夏)는 조선 후기의 인물로, 독립운동가 겸 정치인 서재필의 양아버지이자 7촌 재당숙이며, 서재창, 서재우, 서재춘, 서재형의 7촌 재당숙이다. 부인은 안동 김씨 세도가문의 일족인 판서 김온순(金蘊淳)의 딸이자, 김성근의 누이였다. 충청남도 논산군 출신.

## 생애
서종제의 5대손으로, 참의 서일보의 증손이며, 항순(恒淳)의 넷째 아들인 서상목(徐相穆)의 아들이었으며, 누이동생 이외에는 족보에서 실전되었다. 안동김씨 공조판서 김온순의 딸 안동김씨와 결혼하였으나 자녀가 없었다. 그는 6촌 형제인 서광효(徐光孝)의 적차남 서재필을 양자로 들였다. 서일보의 다른 아들 서진순은 전라도 화순현 동복면으로 이주했고, 서진순의 손자 서광효는 충청남도 논산군으로 이주하였다. 
서재필의 가문은 서진순 이후 관직에 오르지 못했는데, 적차남이 뛰어나다고 본 서광효는 6촌 형제이자 세도가의 사위였던 그에게 아들 서재필을 양자로 보냈다. 서광하는 서재필을 한성에 있는 자신의 처남 김성근의 문하에 보내 글을 배우게 했다. 서재필은 김성근의 문하생으로 있다가 그의 친척인 김옥균, 박영효 등을 만나게 된다.
그러나 1884년 12월 7일 갑신정변이 실패하자 서광하는 서재필을 파양하여 본가로 돌려보냈는데도 양아버지라 하여 연좌되어 재산을 몰수당했다. 1896년 귀국한 서재필이 양아버지이자 7촌 재종숙 서광하가 그를 찾아오자 거지 취급하고 멸시하며 돈을 몇푼 던졌다 한다. 전 장인 김영석과 전 장모 반남 박씨 등이 찾아왔을 때도 서재필은 이들을 가리켜 금수라고 질타했다 한다. 윤치호는 자신의 영문 일기에 서재필이 양부 서광하, 전 장인 김영석 내외를 멸시한 것을 기록하고, 사람이 냉혹해졌다고 지적하였다. 1884년 6월 20일에 사망한 그의 부인 안동김씨는 이미 사망자라 하여 연좌되지 않았다. 이후의 서광하의 행적은 미상이다.

## 가족 관계
- 아버지 : 서상목(徐相穆, 1804년 7월 13일 - ?, 자는 치문(穉文))
- 어머니 : 전주이씨(1812년 - ?), 진사 이인오(李仁五)의 딸
  - 누이 : 이름 미상

- 부인 : 안동김씨(? - 1884년 6월 20일)
  - 양자 : 서재필(徐載弼, 1864년 1월 7일 - 1951년 1월 5일

- 외할아버지 : 이인오(李仁五)
- 외할머니 : 죽산안씨, 안종수(安宗洙)의 딸
  - 외증조부 : 이선윤(李宣尹), 이학실(李學實)의 아들

- 장인 : 김온순(金蘊淳, 1812년 - ?)
  - 큰처남  : 김완근(金完根)
    - 처조카  : 김병억(金炳億)

  - 작은처남 : 김성근(金聲根, 1835년 3월 19일 ~ 1919년 11월 27일)
  - 처조카 : 김병칠(金炳七)
    - 처종손 : 김호규(金虎圭), 생부 김병팔
    - 처종손 : 김옥규(金玉圭), 김병칠의 서자

  - 처조카 : 김병팔(金炳八), 처남 김성근의 서자

## 참고 문헌
- 서재필, 《서재필박사자서전》 (김도태 편역, 을유문화사, 1985)
- 윤치호, 《윤치호일기 1~10》 (국사편찬위원회 역, 탐구당, 1971~1989)